# Stade Nautique d’Antwerp
Stade Nautique d’Antwerp – miejsce rozgrywania konkurencji pływackich, skoków do wody oraz piłki wodnej podczas Letnich Igrzysk Olimpijskich w Antwerpii. 
Pogoda podczas zawodów była chłodna. Sportowcy opisywali wodę w basenie jako zimną i bardzo ciemną, co spowodowało potrzebę ich ogrzewania po każdym zanurzeniu. Skoki do wody odbywały się na środku basenu.